# إديث هانام
إديث هانام (بالإنجليزية: Edith Hannam)‏ مواليد 28 نوفمبر 1878 في برستل - الوفاة 16 يناير 1951 في إنجلترا، كانت لاعبة كرة مضرب بريطانية. سبق أن شاركت في دورة الألعاب الأولمبية الصيفية.

## الميداليات
| الميدالية | المسابقة                       |
| --------- | ------------------------------ |
| ذهبية     | الألعاب الأولمبية الصيفية 1912 |
| ذهبية     | الألعاب الأولمبية الصيفية 1912 |

## روابط خارجية
- إديث هانام على موقع الاتحاد الدولي لكرة المضرب (الإنجليزية)
- إديث هانام على موقع اللجنة الأولمبية الدولية (الإنجليزية)
- إديث هانام على موقع أوليمبيديا (الإنجليزية)